# 安川奈緒
安川奈緒（やすかわ なお、1983年 - 2012年）は、日本の詩人。女性。夫は詩人の岸田将幸。妹は映画監督の安川有果。

## 略歴
奈良県出身。関西学院大学文学部フランス文学科卒業、京都大学大学院文学研究科フランス文学専攻修士課程修了。同博士課程在学。2006年に処女詩集『MELOPHOBIA』（思潮社）を上梓し、第12回中原中也賞候補にあがる。2010年よりパリに留学。
「現代詩手帖」2012年8月号に訃報が掲載された。

## 作品

### 詩集
- 『MELOPHOBIA』（思潮社、2006年）